# Золинов, Владимир Григорьевич
Владимир Григорьевич Золинов — советский хозяйственный и государственный деятель, Герой Социалистического Труда.

## Биография
Родился в 1925 году в Ульяновске. Член КПСС.
Участник Великой Отечественной войны: командир орудия МЗА 107-го гвардейского озад 106-й гвардейской стрелковой дивизии 9-й гвардейской армии
Окончил железнодорожное училище № 1 города Ульяновска.
В 1949—1980 — машинист паровозного депо Ульяновск Уфимской железной дороги, машинист локомотивного депо Ульяновск-I Куйбышевской железной дороги.
Указом Президиума Верховного Совета СССР от 1 августа 1959 года присвоено звание Героя Социалистического Труда с вручением ордена Ленина и золотой медали «Серп и Молот».
Делегат XXII съезда КПСС.
С 1980 — персональный пенсионер союзного значения.
Умер в 1995 году в Ульяновске.

## Награды и звания
- Герой Социалистического Труда (01.08.1959)
- Орден Ленина (01.08.1959)
- Орден Отечественной войны II степени (23.12.1985)